# Røssvatnet
Røssvatnet, saamsky Reevhtse, je jezero a nádrž v norském kraji Nordland. Jezero leží na hranicích obcí Hattfjelldal a Hemnes. Původní jezero bylo s rozlohou 190 km² třetím největším jezerem Norska. Před přehrazením byla hladina v 374 metrů nad mořem, hloubka dosahovala 231 metrů odhadovaný objem byl 12,6 km³.
Vodní plocha s 218 km² vzniklá po přehrazení v roce 1957 činí z Røssvatnetu druhé největší „jezero“ v Norsku. Jeho hloubka je 240 metrů, objem nádrže se odhaduje na 14,8 km³ a hladina leží v nadmořské výšce 383 metrů.